# Kazimír Gajdoš
Kazimír Gajdoš (1934. március 28. – 2016. november 8.) csehszlovák válogatott szlovák labdarúgó, csatár.

## Pályafutása
Az 1957-es évben négy alkalommal lépett pályára Csehszlovákia színeiben. Első válogatott mérkőzését 1957. május 18-án Jugoszlávia ellen játszotta. Utolsó válogatottsága 1957. október 13-án volt Ausztria ellen. A csehszlovák válogatott tagjaként részt vett az 1954-es és 1958-as labdarúgó-világbajnokságon.